# پشتیبانی خدمات رزمی
پشتیبانی خدمات رزمی (انگلیسی: Combat service support) اصطلاح نظامی است که توسط سازمان‌های نظامی متعددی در سراسر جهان برای توصیف نهادهایی استفاده می‌شود که خدمات پشتیبانی مستقیم و غیرمستقیم را به گروه‌هایی که در جنگ شرکت می‌کنند (یا به طور بالقوه درگیر خواهند شد) ارائه می‌دهند.
پشتیبانی خدمات رزمی موضوعی است که به طور کلی زیرمجموعه‌ای از لجستیک نظامی است. با این حال، پشتیبانی خدمات رزمی اغلب از نظر عمق محدودتر است، زیرا گروه‌های مرتبط در درجه اول به عواملی می‌پردازند که از آمادگی برای عملیات رزمی پشتیبانی می‌کنند. وزارت دفاع ایالات متحده آمریکا، آژانس‌های مختلفی را سازماندهی می‌کند که خدماتی مانند کمک‌های پزشکی را ارائه می‌دهند.
در ایالات متحده، پشتیبانی خدمات رزمی برای مدیریت زنجیره تأمین لجستیک و ارائه کلیه خدمات مادی، نگهداری، حمل و نقل، بهداشت، خدمات پرسنلی و سایر خدمات مورد نیاز واحدهای جنگی برای انجام مأموریت‌های جنگی آنها مورد استفاده قرار می‌گیرد. نیروی زمینی ایالات متحده آمریکا این مأموریت را از طریق استفاده از تیپ‌های پشتیبانی، در سطح لشکر و بالاتر از آن انجام می‌دهد. شاخه‌های پشتیبانی سنتی خدمات رزمی در ارتش ایالات متحده شامل سپاه اکتساب، سپاه آجودان کل، سپاه مالی، سپاه لجستیک، سپاه مهمات، سپاه کوآرترمستر و سپاه حمل و نقل است.
در ارتش استرالیا، پشتیبانی خدمات رزمی به عناصر رزمی در سطوح مختلف ارائه می‌شود: خط اول (به صورت عمومی در سطح گردان یا هنگ)، خط دوم (در سطح تیپ) و خط سوم (در سطح لشکر یا بالاتر). بنابراین، به عنوان مثال، یک واحد پیاده‌نظام مانند گردان پنجم، هنگ سلطنتی استرالیا شامل یک گروهان لجستیکی خواهد بود که وظایف تأمین، حمل و نقل و نگهداری را انجام می‌دهد، در حالی که یک تیپ رزمی، مانند تیپ هفتم، توسط یک گردان پشتیبانی خدمات رزمی مانند گردان پشتیبانی خدمات رزمی هفتم پشتیبانی می‌شود. در سطح لشکر، یک تیپ پشتیبانی (مانند تیپ ۱۷ پشتیبانی) خدمات بهداشتی، سیگنالینگ، پذیرایی، حمل و نقل و سایر نیازهای پشتیبانی خدمات را فراهم می‌کند.